# Друге життя Брі Таннер
Друге життя Брі Таннер (англ. The Short Second Life of Bree Tanner, дослівно «Коротке друге життя Брі Таннер») — повість, «невеличкий» сюжетний відступ роману Стефені Маєр «Затемнення» з відомої Сутінкової саги, який авторка свого часу вирізала з твору і пізніше розвинула до повноцінної історії. Головною героїнею твору виступає дівчина новонавернений вампір — Брі Таннер. Саме від неї й ведеться розповідь.
Українською роман вийшов у видавництві «Країна мрій» в 2010 році в оригінальній обкладинці американського видання. Презентація українського видання відбулася 23 липня 2010 року в сутінках — о 20.00 — у книжковому клубі «Читай-город» (м. Київ, вул. Б. Хмельницького, 3-Б)..

## Успіх
Початковий тираж роману в США склав 1.5 мільйони примірників.. Офіційний продаж розпочався 5 червня 2010 року. Роман майже місяць був доступний у мережі для перегляду без можливості завантаження на офіційному сайті з 7 червня по 5 липня.. Тим хто читав електронним варіант пропонувалося внести індивідуальне пожертвування.
Через два тижні після свого випуску, «Друге життя Брі Таннер» потрапила в список найбільш продаваних книг USA Today. Видавництво Little, Brown підрахувало, що в США було продано 700 000 копій. Також 75 тисяч людей прочитало книгу безплатно онлайн. Брі Таннер також стала одною з найбільш продаваних книжок у Великій Британії, де було продано 89 549 копій, з середньою швидкістю 79 копій за хвилину, менш ніж за 19 годин. Таким чином повість посіла третє місце серед найбільш продаваних книжок у твердій обгортці у Великій Британії, після книг «Гаррі Поттер і Смертельні Реліквії» та «Втрачений символ». У свій перший повний тиждень у Великій Британії було продано 136 995 екземплярів, цей факт описувався як «неймовірний успіх для книги, що була загальнодоступна для читання онлайн» і зробило Маєр другою найуспішнішою письменницею з продажів у Великій Британії, після Джоан Роулінг.

## Сюжет
Дії книги розвиваються в один і той же час з подіями роману «Затемнення». В книзі розповідається про коротке життя «перволітка» 15 річної Брі Таннер — одної з армії ново-обернених, що повинні знищити клан Калленів.
Армія Новонароджених з Сієтла створювалася Вікторією. Початково армія складалася з 22 вампірів, хоча інколи вони втікали або вбивали один одного. Перетвореннями у вампірів займалася в основному Вікторія, інколи Райлі. Щоправда, він переважно заманював жертв, майбутніх бійців. Більшість з них думали, що вампіри згорають на сонці. Дана легенда підтримувалась Райлі для кращого контролю над армією.
Брі не така як інша. Вона не бажала воювати. Вона закохується в інакшого вампіра Дієго, доволі розумного, якому також не подобаються наміри Вікторії та Райлі. Закохані хочуть разом покинути армію. Проте цим мріям не судилося здійснитися. Практично уся армія новонавернених вампірів гине від рук Калленів, а помилувана ними Брі, гине від рук іншого клану вампірів — Вольтурі.

## Видання українською мовою
Друге життя Брі Таннер : повість / Стефані Маєр ; пер. з англ. Наталі Тисовської. — К. : Країна мрій, 2010. — 204 с. — ISBN 978-617-538-037-6